# Sphaerostilbella
Sphaerostilbella is een geslacht behorend tot de familie Hypocreaceae van de ascomyceten.

## Genera
Volgens Index Fungorum telt het geslacht elf soorten (peildatum december 2023):
| Soortnaam                        | Auteur(s)                                 | Publicatiejaar |
| -------------------------------- | ----------------------------------------- | -------------- |
| Sphaerostilbella appalachiensis  | K. Põldmaa                                | 2019           |
| Sphaerostilbella aurifila        | (W.R. Gerard) Rossman, L. Lombard & Crous | 2015           |
| Sphaerostilbella berkeleyana     | (Plowr. & Cooke) Samuels & Cand.          | 1995           |
| Sphaerostilbella broomeana       | (Tul. & C. Tul.) K. Põldmaa               | 2000           |
| Sphaerostilbella ganodermatis    | K. Põldmaa & Samuels                      | 2004           |
| Sphaerostilbella himalayensis    | K. Põldmaa                                | 2019           |
| Sphaerostilbella micropori       | K. Põldmaa & Samuels                      | 2004           |
| Sphaerostilbella novae-zelandiae | Seifert, Samuels & W. Gams                | 1985           |
| Sphaerostilbella parabroomeana   | Zare & W. Gams                            | 2016           |
| Sphaerostilbella penicillioides  | (Corda) Rossman, L. Lombard & Crous       | 2015           |
| Sphaerostilbella toxica          | K. Põldmaa, Bills & D.P. Lewis            | 2019           |